# Mysteriet Rygseck, kommissarie Palmu
Mysteriet Rygseck, kommissarie Palmu (finska: Komisario Palmun erehdys) är en finländsk deckarfilm från 1960, i regi av Matti Kassila och den är baserad på Mika Waltaris roman med samma namn. Filmen är den första av fyra filmer om kommissarie Palmu. På hösten 2012 valdes filmen till alla tiders bästa finländska film i Rundradios gallup för kritiker.

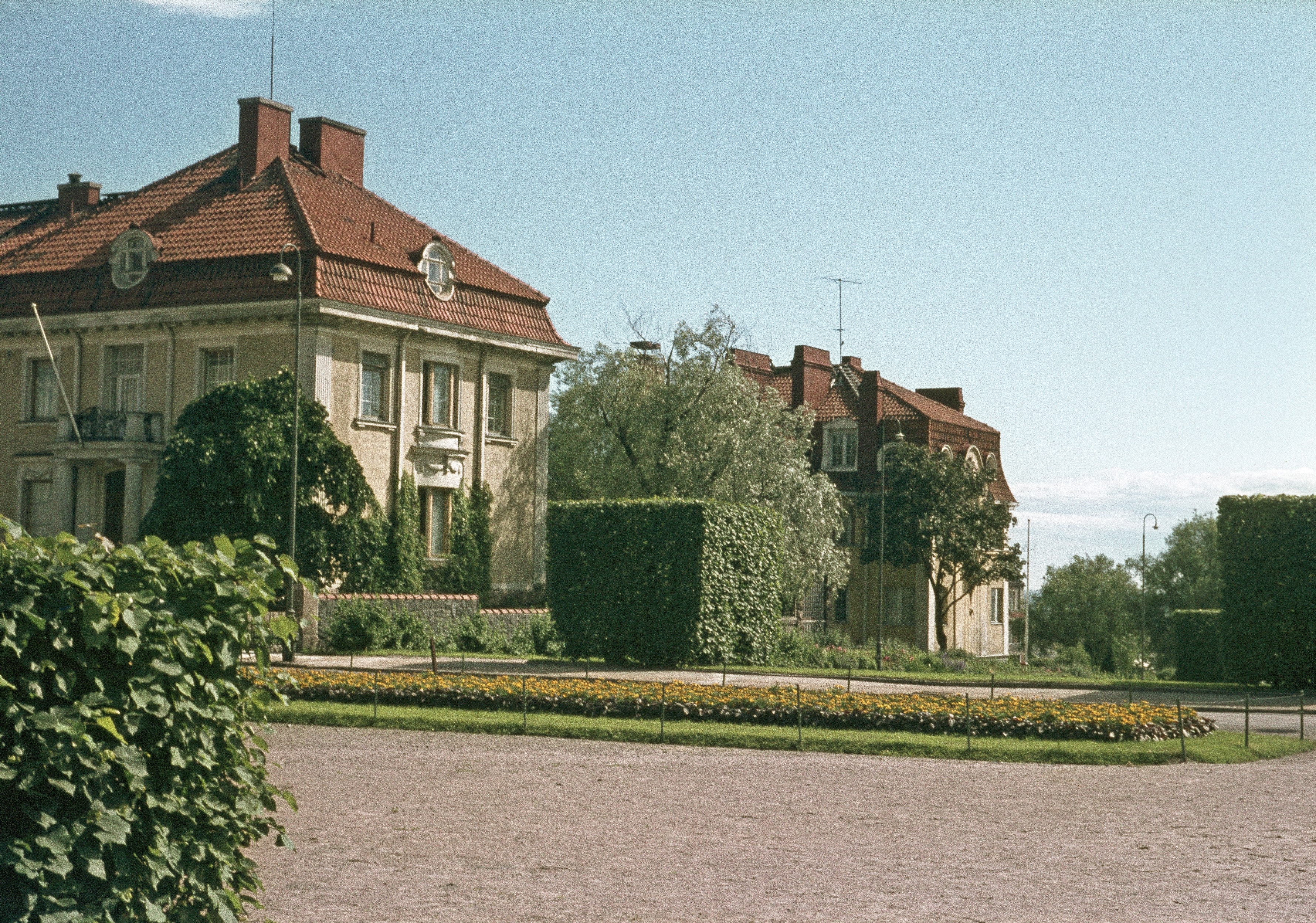
Engelplatsen 8 på 1960-talet.

Filmen handlar om Bruno Rygsecks mord i Eira i Helsingfors. Rygsecks hus i filmen är en jugendvilla vid Engelplatsen 8 i Helsingfors. Villans dåvarande ägare bergsrådet Berndt Grönholm lät filmteamet använda huset. Villan är ritad av arkitekten Jarl Eklund år 1914. I Waltaris roman bor Rygseck dock i Brunnsparken.

## Medverkande
| Namn            | Roll                       |
| --------------- | -------------------------- |
| Joel Rinne      | kommissarie Palmu          |
| Matti Ranin     | Palmius assistent          |
| Leo Jokela      | detektiv Kokki             |
| Elina Pohjnapää | Irma Vanne                 |
| Elina Salo      | Airi Rykämö                |
| Saara Ranin     | Amalia Rygseck             |
| Matti Oravisto  | ingenjör Erik Vaara        |
| Jussi Jurkka    | Bruno Rugseck              |
| Pentti Siimes   | Aimo Rykämö                |
| Leevi Kuuranne  | Batler                     |
| Aino Mantsas    | Aili Rygseck               |
| Leo Riuttu      | författaren K. V. Laihonen |
| Arvo Lehesmaa   | direktören Gunnar Rygseck  |
| Risto Mäkelä    | polischefen Hagert         |
| Pentti irjala   | doktor Dahlberg            |